# Hemibagrus caveatus
Hemibagrus caveatus is een straalvinnige vissensoort uit de familie van de stekelmeervallen (Bagridae). De wetenschappelijke naam van de soort is voor het eerst geldig gepubliceerd in 2001 door Ng, Wirjoatmodjo & Hadiaty.